# Sólstafir
Sólstafir (Соульставир, с исл. — солнечные лучи (сумеречные лучи)) — метал-группа из Исландии, сформированная в 1995 году. Изначально группа играла блэк-метал, но начиная с альбома Masterpiece of Bitterness стала играть пост-метал.

## История
Sólstafir была сформирована тремя друзьями: Адальбьёрном Тригвассоном (гитара, вокал), Халльдоуром Эйнарссоном (бас) и Гвюдмюндюром Оули Паульмасоном (ударные) в 1995 году. После записи нескольких демо группа сократилась до дуэта (Триггвасон и Паульмасон) и начали работу над своим дебютным полноформатником. Взяв Свавара Эйстманна на место Эйнарссона, группа начала сочинять альбом Í Blóði og Anda. Из-за ряда неудач (проблемы с лейблом, смена состава) пластинка не была выпущена до 2002 года. К тому времени Sólstafir имели в запасе четверых участников: к ним присоединился второй гитарист Сайтоур Мариус Сайтоурссон. Вместе с Сайтоурссоном группа записала EP Black Death.
В 2004 году Sólstafir подписали контракт с лейблом Spinefarm, который в следующем году выпустил их второй альбом Masterpiece of Bitterness. Появившийся в 2009 году Köld ознаменовал собой добавление в звучание Sólstafir больше пост-металлической атмосферы. Альбом был записан в Швеции. В 2010 году Sólstafir начали регулярно гастролировать по Европе и в том же году выступили под открытым небом на фестивале в Роскилле. Эстетику Köld они продолжили распространять в последующих альбомах, таких как Svartir Sandar (2012), который принёс группе первый большой хит «Fjara», и Ótta (2014), оба из которых были выпущены на Season of Mist. Гвюдмюндюр Оули Паульмасон покинул группу в 2015 году, и его заменил Хадльгримюр Йон Хадльгримссон. В 2017 году новоиспечённый квартет выпустил свой шестой полноформатный альбом Berdreyminn, который занял прочные позиции в европейских чартах. В альбоме 2020 года Endless Twilight of Codependent Love группа продолжила размывать границы между эмбиентным пост-роком и тяжёлым блэк/викинг-металом.

## Дискография

### Студийные альбомы
- Í Blóði og Anda (2002)
- Masterpiece of Bitterness (2005)
- Köld (2009)
- Svartir Sandar (2011)
- Ótta (2014)
- Berdreyminn (2017)
- Endless Twilight of Codependent Love (2020)
- Hin Helga Kvöl (2024)

### EP
- Til Valhallar (1996)
- Black Death (2002)
- Tilberi (2016)
- Silfur-Refur (2017)

### Демо
- Í Norðri (1995)
- Black Death (2002)
- Promo 2004 (2004)

## Состав
Нынешний состав
- Адальбьёрн Триггвасон — гитара, вокал (1995 — н. в.)
- Свавар Эйстманн — бас-гитара (1999 — н. в.)
- Сайтоур Мариус Сайтоурссон — гитара (2002 — н. в.)
- Ари Стейнарссон — ударные (2023 — н. в.)

Бывшие участники
- Халльдоур Эйнарссон — бас-гитара (1995—1997)
- Гвюдмюндюр Оули Паульмасон — ударные (1995—2015)
- Хадльгримюр Йоун Хадльгримссон — ударные (2015—2023)